# Minería de salmuera

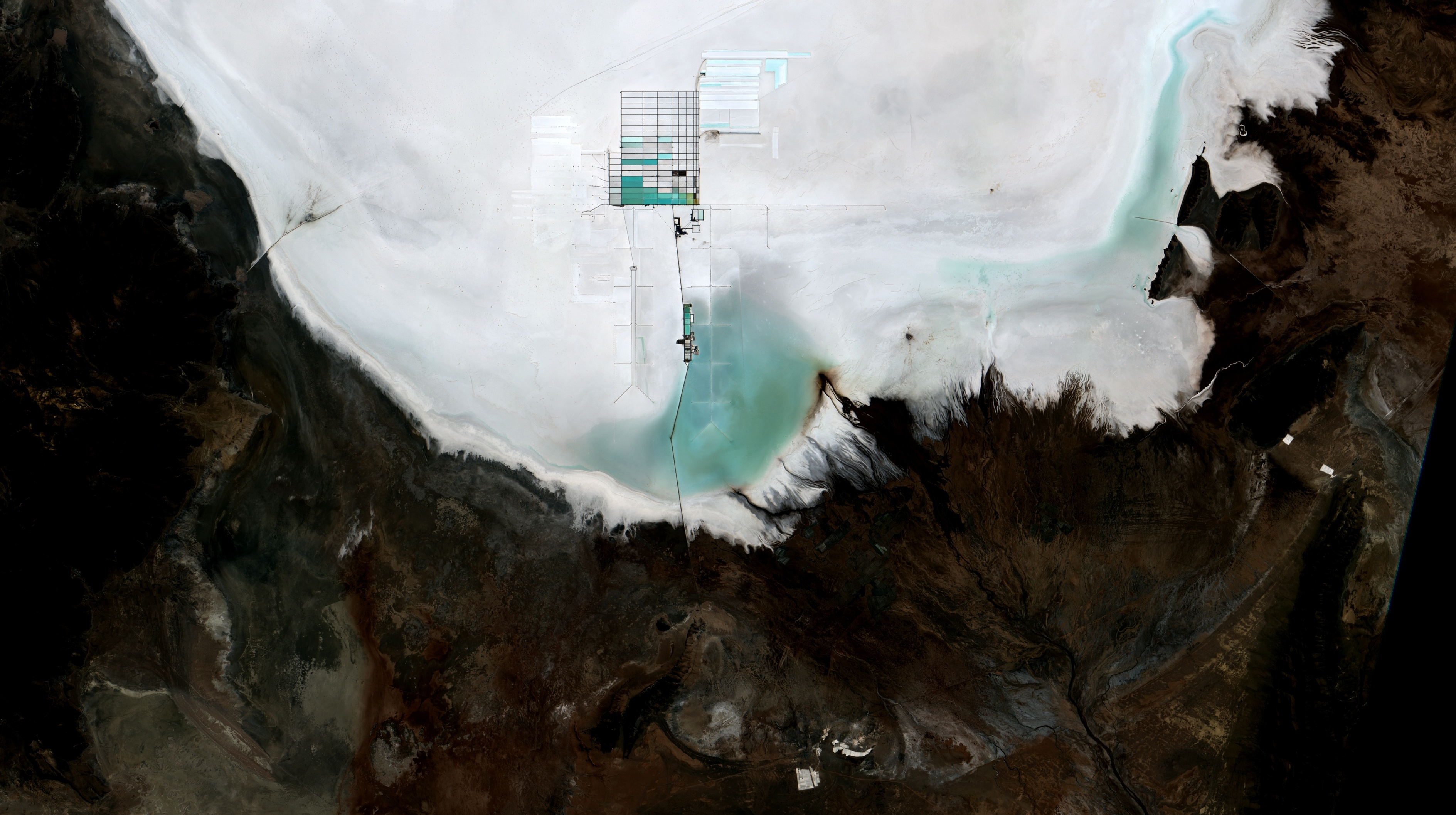
Vista satelital de actividad minera de extracción de litio en el salar de Uyuni, Bolivia

La minería de salmuera es la extracción de materiales útiles (elementos o compuestos) que se disuelven naturalmente en las salmueras. La salmuera puede ser agua de mar, otras aguas superficiales, aguas subterráneas o soluciones hipersalinas de varias industrias (p. ej., industrias textiles). Se diferencia de la minería por solución o la lixiviación in situ en que esos métodos inyectan agua o productos químicos para disolver materiales que se encuentran en estado sólido; en la extracción de salmuera, los materiales ya están disueltos.
Las salmueras son fuentes importantes de sal común (NaCl), calcio, yodo, litio, magnesio, potasio, bromo y otros materiales, y fuentes potencialmente importantes de varios otros. La minería de salmuera permite la minimización de residuos y la recuperación de recursos.

## Historia

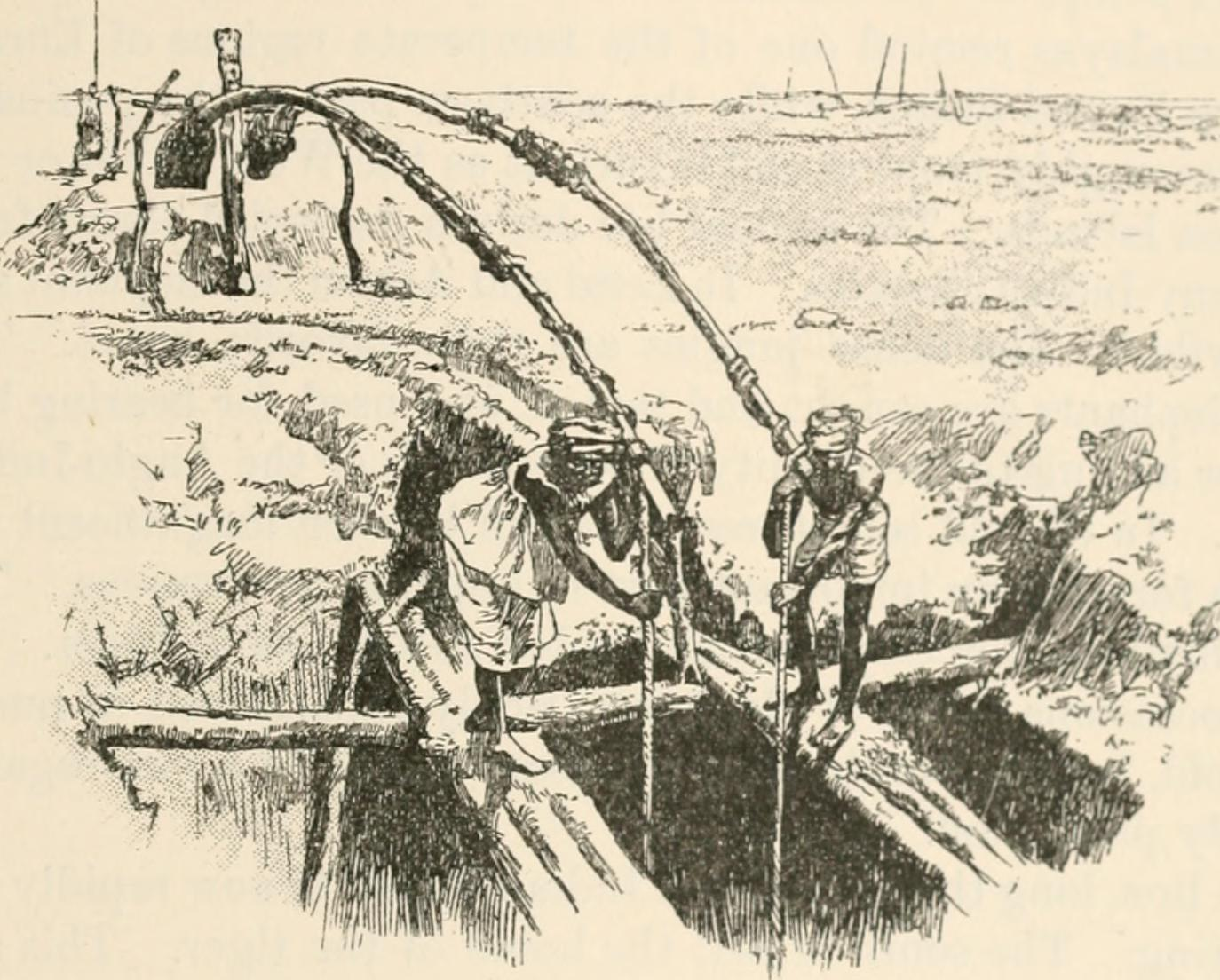
Extracción de sal desde un pozo de salmuera en India, 1891

Alrededor del año 500 a. C., los antiguos chinos excavaron cientos de pozos de salmuera, algunos de los cuales tenían más de 100 metros (330 pies) de profundidad. Se perforaban grandes depósitos de salmuera debajo de la superficie de la tierra mediante la perforación de pozos. Se erigían torres de bambú, de estilo similar a las torres de perforación de petróleo de hoy en día. El bambú se utilizaba para cuerdas, revestimientos y cabrias, ya que era resistente a la sal. Se colgaban cuñas de hierro de una herramienta de cable de bambú unida a una palanca en una plataforma construida sobre la torre. Las torres de perforación requerían que dos o tres hombres subieran y bajaran de la palanca que movía la cuña de hierro clavada en el suelo para cavar un agujero lo suficientemente profundo en el suelo para golpear la salmuera.

## Materiales recuperados de salmueras
Muchas salmueras contienen más de un producto recuperado. Por ejemplo, la salmuera poco profunda debajo del lago Searles, California, es o ha sido una fuente de bórax, potasa, bromo, litio, fosfato, carbonato de sodio y sulfato de sodio.

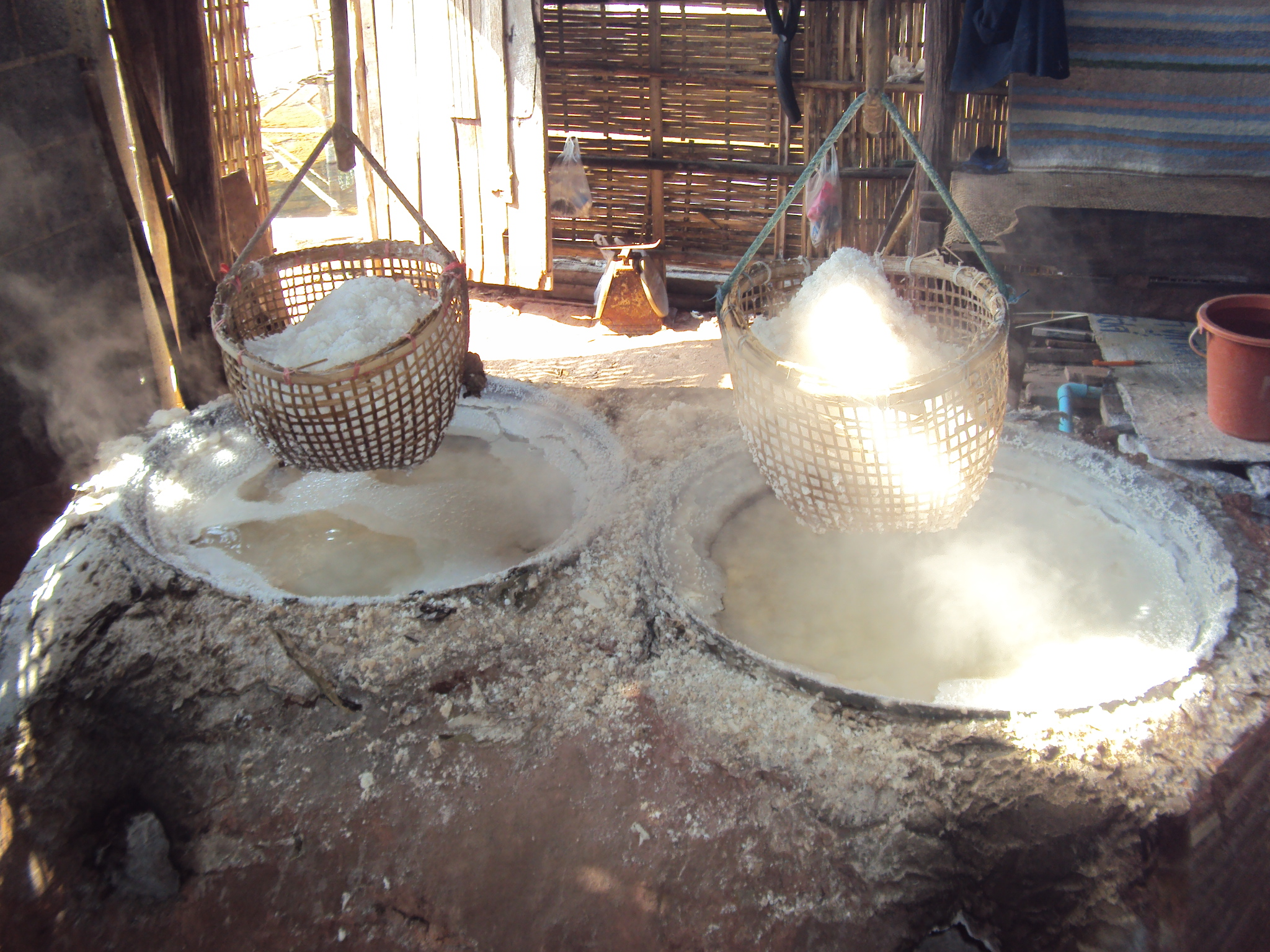
Antiguo método de hervir la salmuera para extraer sal pura en la provincia de Nan al norte de Tailandia.

### Sal
| Fuente      | Concentración de sal |
| ----------- | -------------------- |
| Agua de mar | 129.500 mg/L         |

La sal (cloruro de sodio) ha sido un bien valioso desde tiempos prehistóricos, y su extracción del agua de mar también se remonta a la prehistoria. La sal se extrae del agua de mar en muchos países del mundo, pero la mayoría de la sal que se comercializa actualmente se extrae de depósitos de evaporita sólida.
La sal se produce como un subproducto de la extracción de potasa de la salmuera del Mar Muerto en una planta en Israel  y otra en Jordania. La sal total precipitada en la evaporación solar en las plantas del Mar Muerto es de decenas de millones de toneladas anuales, pero se comercializa muy poca sal.
Hoy en día, la sal de las salmueras de aguas subterráneas es generalmente un subproducto del proceso de extracción de otras sustancias disueltas de las salmueras y constituye solo una pequeña parte de la producción mundial de sal. En los Estados Unidos, la sal se recupera de la salmuera superficial en el Gran Lago Salado, Utah, y de una salmuera subterránea poco profunda en el Lago Searles, California.

### Sílice coloidal
Las salmueras traídas a la superficie por la producción de energía geotérmica a menudo contienen concentraciones de sílice disuelto de alrededor de 500 partes por millón. Varias plantas geotérmicas han realizado una prueba piloto de recuperación de sílice coloidal, incluidas las de Wairakei, Nueva Zelanda, Mammoth Lakes, California y lago Salton, California. Hasta la fecha, la sílice coloidal de salmuera no ha logrado producción comercial.

### Potasa
| Ubicación                     | Concentración de potasio | Fuente                                                       |
| ----------------------------- | ------------------------ | ------------------------------------------------------------ |
| Océano                        | 380 mg/L                 | Agua de mar                                                  |
| Océano                        | 17.700 mg/L              | Agua de mar, salinas remanentes tras la precipitación de sal |
| Salar de Olaroz, Argentina    | 5.730 mg/L               | Salmuera poco profunda bajo el lago seco                     |
| Salar de Atacama, Chile       | 19.400 mg/L              | Salmuera poco profunda bajo el lago seco                     |
| Lago salado Da Chaidam, China | 22.500 mg/L              | Lago salino                                                  |
| Mar Muerto, Israel y Jordania | 6.200 mg/L               | Lago salino                                                  |

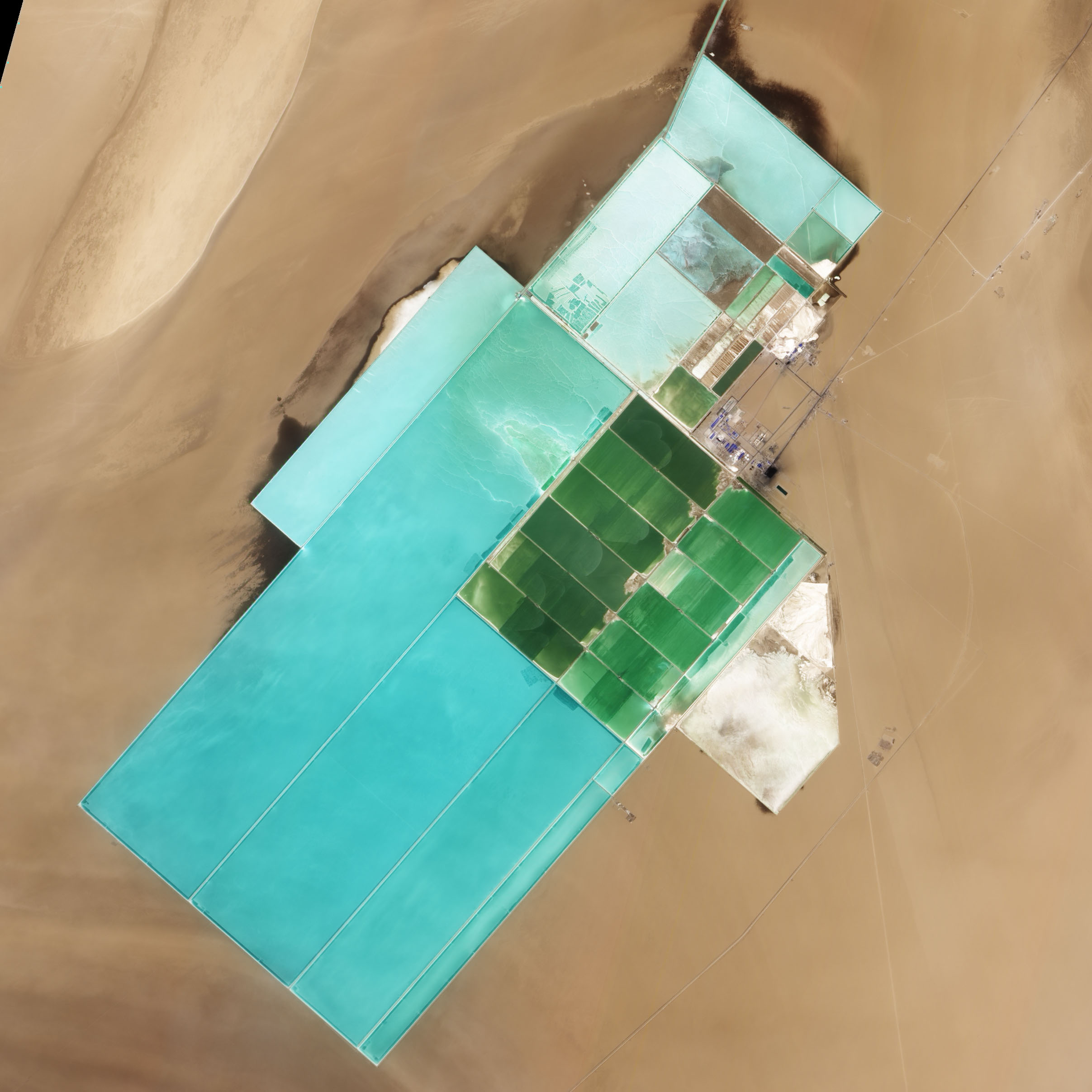
Imagen satelital de las salmueras de potasa en Lop Nor, China. Las formas rectangulares muestran los colores brillantes característicos de los estanques de evaporación solar.

La potasa se recupera de la salmuera superficial del Mar Muerto, en plantas en Israel y Jordania. En 2013, la salmuera del Mar Muerto proporcionó el 9,2% de la producción mundial de potasa. A partir de 1996, se estimó que el Mar Muerto contenía 2,05 millones de toneladas de cloruro de potasio, la mayor reserva de salmuera de potasio aparte del océano.

### Litio
| Ubicación                       | Concentración de litio | Fuente                                      |
| ------------------------------- | ---------------------- | ------------------------------------------- |
| Océano                          | 0,17 mg/L              | Agua de mar                                 |
| Valle de Clayton, Nevada        | 300 mg/L               | Salmuera poco profunda debajo del lago seco |
| Cornualles, Reino Unido         | 220 mg/L               | Aguas geotermales                           |
| Cuenca Paradox, Utah            | 142 mg/L               | Salmuera en profundidad (pozo Cane Creek)   |
| Mina Salar de Olaroz, Argentina | 690 mg/L               | Salmuera poco profunda debajo del lago seco |
| Lago Salton, California         | 170 mg/L               | Salmuera geotérmica                         |

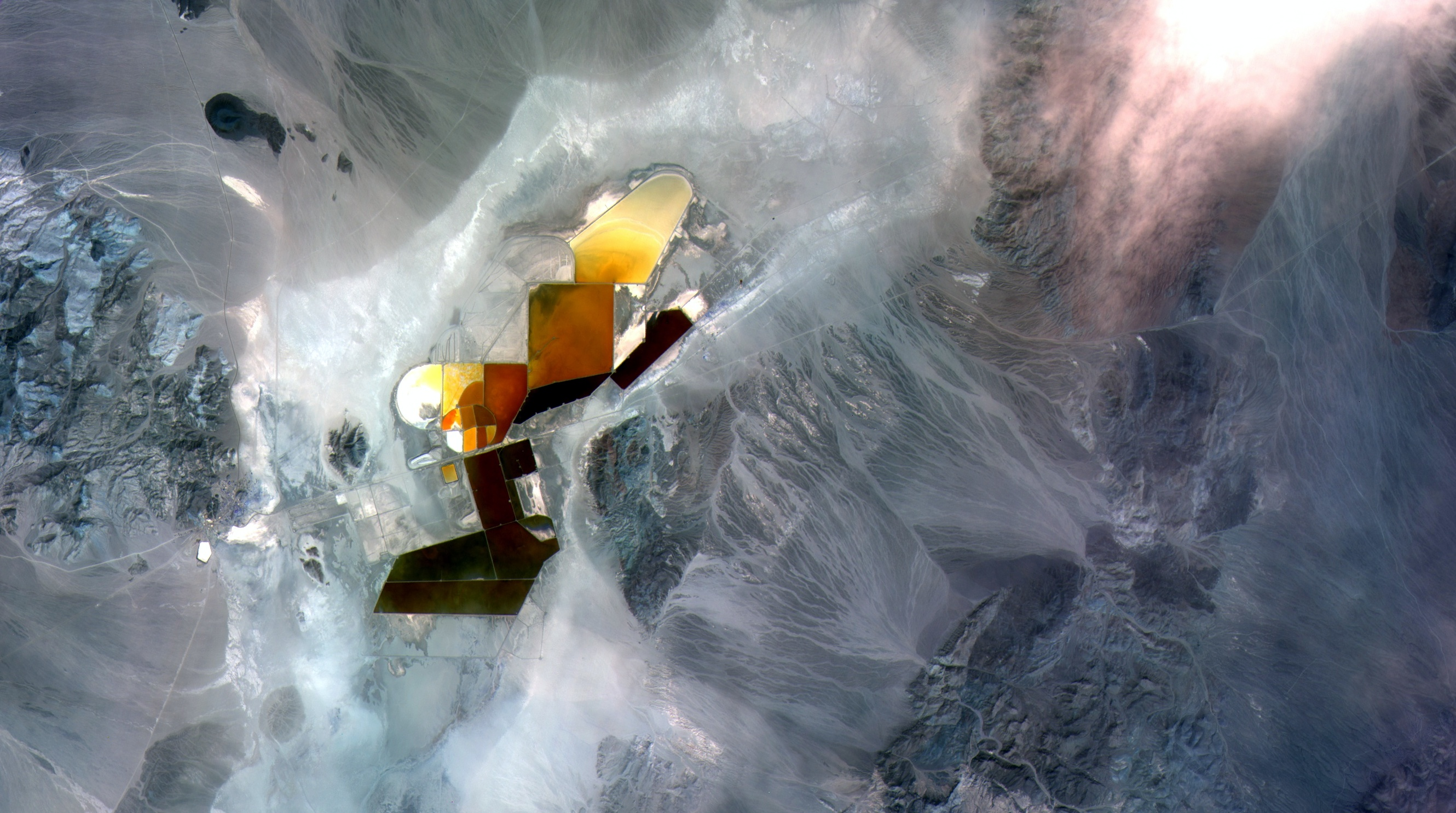
Imagen satelital de Silver Peak, Nevada, donde se desarrolló a partir de 1967 la extracción de litio en salmuera. Es la única fuente de litio operativa en Estados Unidos donde se producen grados especiales de hidróxido de litio.

La extracción de litio a través de minería de salmuera requiere que la salmuera sea bombeada desde debajo del fondo de su depósito (un salar o lago salado, por ejemplo) hacia un pozo, y luego esperar a que el agua se evapore hasta que las concentraciones de litio alcancen las 6.000 ppm. Para producir una tonelada de litio con este método, se requieren casi 2 millones de litros de agua, la cual se pierde en la evaporación, lo que conlleva riesgo de fugas y derrames.
Los productores en el Triángulo del Litio en Sudamérica obtiene el mineral a través de pozos de salmuera. Las operaciones más grandes se encuentran en la salmuera poco profunda debajo del lecho seco del Salar de Atacama en Chile, que a partir de 2015 produjo alrededor de un tercio del suministro mundial. Las operaciones de salmuera son principalmente para potasio; la extracción de litio como subproducto comenzó en 1997. Se cree que la salmuera poco profunda debajo del Salar de Uyuni en Bolivia contiene el recurso de litio más grande del mundo, a menudo estimado en la mitad o más del recurso mundial.
Los depósitos comerciales de salmueras de litio poco profundas debajo de lechos de lagos secos tienen las siguientes características en común:
- Clima árido
- Cuenca cerrada con un lago seco o estacional
- Subsidencia impulsada por la tectónica
- Actividad ígnea o geotérmica
- Roca generadora rica en litio
- Acuíferos permeables
- Tiempo suficiente para concentrar la salmuera

En 2015, las salmueras del subsuelo produjeron aproximadamente la mitad de la producción mundial de litio. Mientras que el agua de mar contiene alrededor de 0.17 mg/L, las salmueras del subsuelo pueden contener hasta 4 mg/L, más de cuatro órdenes de magnitud mayor que el agua de mar. Las concentraciones comerciales típicas de litio están entre 200 y 1.400 mg/L.
En 2010, Simbol Materials recibió una subvención de 3 millones de dólares del Departamento de Energía de Estados Unidos para un proyecto piloto destinado a demostrar la viabilidad financiera de extraer litio de alta calidad de una salmuera geotérmica. Utiliza salmuera de una planta de energía geotérmica de 49,9 megavatios de Featherstone en el Valle de Imperial en California. Simbol pasa el fluido extraído de la planta a través de una serie de membranas, filtros y materiales de adsorción para extraer litio.
En 2016, MGX Minerals desarrolló un proceso de diseño patentado (patente provisional de EE. UU. n.° 62/419,011) para recuperar potencialmente litio y otros minerales valiosos de salmueras de yacimientos petrolíferos altamente mineralizadas. La compañía ha adquirido los derechos de desarrollo de aproximadamente 1,7 millones de acres de formaciones que contienen salmuera en Canadá y Utah. Según MGX, el Saskatchewan Research Council, un laboratorio independiente, verificó la tecnología de extracción de petróleo de MGX Minerals en abril de 2017.
La extracción de litio de pozos geotérmicos es un proyecto de cultivo en Europa. Los sitios potenciales son Cornualles (Reino Unido), la cuenca superior del Rin (Francia-Alemania) y Cesano (Italia). Todos estos sitios tienen una concentración de litio de 200 mg/l o superior. El origen se debe a la interacción con minerales de mica en el granito y/o en las rocas del basamento local.

### Boro
| Ubicación                  | Concentración de boro | Fuente                                      |
| -------------------------- | --------------------- | ------------------------------------------- |
| Océano                     | 4,6 mg/L              | Agua de mar                                 |
| Salar de Olaroz, Argentina | 1.050 mg/L            | Salmuera poco profunda debajo del lago seco |
| Cuenca Paradox, Utah       | 829 mg/L              | Salmuera en profundidad (pozo Cane Creek)   |

El boro se recupera de salmueras poco profundas debajo del lago Searles, California, por Searles Valley Minerals. Aunque el boro es el producto principal, el potasio y otras sales también se recuperan como subproductos.
La salmuera debajo del Salar de Olaroz, Argentina, es una fuente comercial de boro, litio y potasio.
Alrededor de 1900, se recuperó boro del vapor geotérmico en Larderello, en Italia.

### Yodo
| Ubicación                           | Concentración de yodo | Fuente                                    |
| ----------------------------------- | --------------------- | ----------------------------------------- |
| Océano                              | 0,06 mg/L             | Agua de mar                               |
| Campo gasífero de Kanto, Japón      | 160 mg/L              | Salmuera profunda en cuenca sedimentaria  |
| Piedra arenisca de Morrow, Oklahoma | 300 mg/L              | Salmuera profunda en cuenca sedimentaria  |
| Cuenca Paradox, Utah                | 596 mg/L              | Salmuera en profundidad (pozo Cane Creek) |

Las salmueras son una fuente importante de suministro de yodo en todo el mundo. Los principales yacimientos se encuentran en Japón y Estados Unidos. El yodo se recupera de las salmueras profundas bombeadas a la superficie como subproducto de la producción de petróleo y gas natural. El agua de mar contiene alrededor de 0,06 mg/L de yodo, mientras que las salmueras del subsuelo contienen hasta 1.560 mg/L, más de cinco órdenes de magnitud más que el agua de mar. Se cree que la fuente del yodo es el material orgánico de las lutitas, que también forman la roca madre de los hidrocarburos asociados.

#### Japón
Con mucho, la mayor fuente de yodo de salmuera es Japón, donde el agua rica en yodo se coproduce con gas natural. La extracción de yodo comenzó en 1934. En 2013, se informó que siete empresas extraían yodo. Las salmueras japonesas de yodo se producen principalmente a partir de sedimentos marinos que varían en edad desde el Plioceno hasta el Pleistoceno. El área de producción principal es el campo gasífero del sur de Kanto en la costa centro-este de Honshu. El contenido de yodo de la salmuera puede llegar a 160 ppm.

#### Cuenca de Anadarko, Oklahoma
Desde 1977, el yodo se ha extraído de la salmuera en la piedra arenisca de Morrow del periodo pensilvánico, en lugares de la cuenca de Anadarko. del noroeste de Oklahoma. La salmuera se produce a profundidades de 6.000 a 10.000 pies, y contiene alrededor de 300 ppm de yodo.

### Bromo
| Ubicación                              | Concentración de bromo | Fuente                                                       |
| -------------------------------------- | ---------------------- | ------------------------------------------------------------ |
| Océano                                 | 0,065 mg/L             | Agua de mar                                                  |
| Océano                                 | 2.970 mg/L             | Agua de mar, salinas remanentes tras la precipitación de sal |
| Formación Smackover, Arkansas, EE. UU. | 5.000 a 6.000 mg/L     | Salmuera profunda en cuenca sedimentaria                     |
| Mar Muerto, Israel y Jordania          | 10.000 mg/L            | Lago salino                                                  |
| Cuenca Paradox, Utah                   | 12.894 mg/L            | Salmuera en profundidad (pozo de Cane Creek)                 |

Toda la producción mundial de bromo se extrae vía salmueras. La mayoría se recupera de la salmuera del Mar Muerto en plantas de Israel y Jordania, donde el bromo es un subproducto de la recuperación de potasa. Las plantas en los Estados Unidos, China, Turkmenistán y Ucrania recuperan el bromo de las salmueras del subsuelo. En India y Japón, el bromo se recupera como subproducto de la producción de sal marina.

### Magnesio y compuestos de magnesio
| Ubicación                     | Concentración de magnesio | Fuente                                                          |
| ----------------------------- | ------------------------- | --------------------------------------------------------------- |
| Océano                        | 1.350 mg/L                | Agua de mar                                                     |
| Océano                        | 56.100 mg/L               | Agua de mar, amargo restante después de la precipitación de sal |
| Mar Muerto, Israel y Jordania | 35.200 mg/L               | Lago salino                                                     |
| Cuenca Paradox, Utah          | 42.995 mg/L               | Salmuera en profundidad (pozo Cane Creek)                       |

La primera producción comercial de magnesio a partir de agua de mar se registró en 1923, cuando algunas plantas solares de sal alrededor de la Bahía de San Francisco, California, extrajeron magnesio de las salinas que quedaban tras la precipitación de sal.
La Dow Chemical Company comenzó a producir magnesio a pequeña escala en 1916, a partir de salmuera subterránea profunda en la cuenca de Míchigan. En 1933, Dow comenzó a utilizar un proceso de intercambio iónico para concentrar el magnesio en su salmuera. En 1941, impulsada por la necesidad de magnesio para los aviones durante la Segunda Guerra Mundial, Dow abrió una gran planta en Freeport, Texas, para extraer magnesio del mar. En Estados Unidos, se construyeron otras plantas para extraer magnesio de la salmuera, incluida una cerca de la planta de Freeport en Velasco. Al final de la Segunda Guerra Mundial, todos cerraron excepto la planta de Freeport, Texas, aunque la planta de Velasco se reactivó durante la guerra de Corea. La planta de magnesio de Freeport funcionó hasta 1998, cuando Dow anunció que no reconstruiría la unidad tras los daños causados por un huracán.
Dead Sea Works en Israel produce magnesio como subproducto de la extracción de potasa.

### Zinc
| Ubicación               | Concentración de zinc | Fuente              |
| ----------------------- | --------------------- | ------------------- |
| Océano                  | 0,01 mg/L             | Agua de mar         |
| Lago Salton, California | 270 mg/L              | Salmuera geotérmica |

A partir de 2002, CalEnergy extrajo zinc de las salmueras en sus plantas de energía geotérmica en el lago Salton, en California. A plena producción, la empresa esperaba producir 30.000 toneladas métricas de zinc con una pureza del 99,99 % al año, lo que generaría unas ganancias equivalentes a las que obtenía la empresa con la energía geotérmica. Pero la unidad de recuperación de zinc no funcionó como se esperaba y la recuperación de zinc se detuvo en 2004.

### Tungsteno
| Ubicación                | concentración de tungsteno | Fuente                                      |
| ------------------------ | -------------------------- | ------------------------------------------- |
| Océano                   | 0.0001 mg/L                | Agua de mar                                 |
| Lago Searles, California | 56 mg/L                    | Salmuera poco profunda debajo del lago seco |

Algunas salmueras cercanas a la superficie en el oeste de los Estados Unidos contienen concentraciones anómalamente altas de tungsteno disuelto. En caso de que la recuperación resulte económica, algunas salmueras podrían ser fuentes importantes de tungsteno. Por ejemplo, las salmueras debajo del lago Searles, California, contienen alrededor de 8,5 millones de toneladas cortas de tungsteno (WO3). Aunque el 90% del tungsteno disuelto es técnicamente recuperable mediante resinas de intercambio iónico, la recuperación no es económica.

### Uranio
| Fuente      | Concentración de uranio |
| ----------- | ----------------------- |
| Agua de mar | 0,003 mg/L              |

En 2012, una investigación para el Departamento de Energía de Estados Unidos, basada en investigaciones japonesas de la década de 1990, probó un método para extraer uranio del agua de mar que, según concluyeron, podría extraer uranio a un costo de US$ 660/kg. Si bien esto todavía era cinco veces el costo del uranio del mineral, la cantidad de uranio disuelto en el agua de mar sería suficiente para proporcionar combustible nuclear durante miles de años a las tasas actuales de consumo.

### Oro
| Fuente      | Concentración de oro |
| ----------- | -------------------- |
| Agua de mar | 0,000004 mg/L        |

Los intentos de extraer oro del agua de mar eran comunes a principios del siglo XX. Varias personas afirmaron poder recuperar económicamente el oro del agua de mar, pero todos estaban equivocados o actuaron en un engaño intencional. Prescott Jernegan realizó una estafa de oro a partir de agua de mar en los Estados Unidos en la década de 1890. Un estafador británico realizó la misma estafa en Inglaterra a principios del siglo XX.
Fritz Haber (el inventor alemán del proceso Haber) investigó sobre la extracción de oro del agua de mar en un esfuerzo por ayudar a pagar las reparaciones de Alemania tras la Primera Guerra Mundial. Basado en valores publicados de 2 a 64 ppb de oro en agua de mar, parecía posible una extracción comercialmente exitosa. Después del análisis de 4.000 muestras de agua con un promedio de 0,004 ppb, a Haber le quedó claro que la extracción no sería posible y detuvo el proyecto.